# デイブ・ニーハウス
デイブ・ニーハウス（Dave Niehaus、1935年2月19日 - 2010年11月10日）は、メジャーリーグベースボール（MLB）の中継実況アナウンサー。インディアナ州プリンストン生まれ。MLB球団シアトル・マリナーズの専属アナウンサーとして同じく専属アナウンサーのリック・リズと交代で試合中継の実況長年担当し、2008年に実況放送関係者の「野球殿堂入り」にあたる、フォード・C・フリック賞を受賞した。

## 経歴
1957年にインディアナ大学を卒業後、しばらく軍のラジオ放送を担当した後、主にロサンゼルスを本拠地とするプロスポーツチーム（ロサンゼルス・ドジャース、レイカーズ、ラムズなど）の実況放送を担当していた。
1969年にMLB球団カリフォルニア・エンゼルスの中継クルーへ加わった時、専属アナウンサーとなり、ディック・エンバーグ、ドン・ドライスデールらと共に1976年まで中継を担当する。
1977年にMLBの球団拡張に伴い、シアトル・マリナーズの当時の経営陣の一人だったダニー・ケイの誘いでマリナーズの専属アナウンサーとなり、上記の通りリック・リズと交代で解説者ロン・フェアリーをはじめデーブ・ヘンダーソン、デイブ・ヴァジェらとコンビを組み各地からマリナーズ戦の実況を30年近く（2010年終了時点で、全5,385試合のうちの5,284試合）を担当した。その間、1995年と1996年にワシントン州のスポーツキャスター・オブ・ザ・イヤーを受賞、2000年にはマリナーズ野球殿堂入りの表彰を受けている。2004年には、ワシントン州のブロードキャスター・オブ・ザ・イヤーを受賞した。
試合中継においては有名な決まり文句が多く、
- "My, oh my!"（好プレーや大記録などに対する驚きの表現）
- "It will fly away!"（ホームランが出たとき）
- "Get out the rye bread and mustard grandma! It's grand-salami time!"（満塁ホームランがでたとき）[1]

などがある。
マリナーズ在籍当時のアレックス・ロドリゲスに、"A-Rod"のニックネームをつけたのもニーハウスである。
2010年11月10日、ワシントン州の自宅に於いて、心臓発作を発症し急逝。75歳没。これを受けてマリナーズは2011年シーズン、ユニフォームの右袖にニーハウスを追悼するエンブレムを付けてプレーした。